# Vladimir Prelog
Vladimir Prelog (ur. 23 lipca 1906 w Sarajewie, zm. 7 stycznia 1998 w Zurychu) – chemik, laureat Nagrody Nobla.

## Życiorys
Urodził się w Sarajewie, znajdującym się wówczas w Austro-Węgrzech, w wieku 15 lat przeniósł się do Zagrzebia. W latach 1924–1929 studiował w Pradze, tam też podjął pracę w prywatnym laboratorium syntezy chemicznej. Równocześnie prowadził badania nad alkaloidami pochodzącymi z kory kakaowca.
W 1935 powrócił do Zagrzebia, podjął tam pracę wykładowcy na uniwersytecie i kontynuował badania nad alkaloidami, zwłaszcza chininą. Badania te prowadzone we współpracy z przedsiębiorstwem farmaceutycznym Kaštel (obecnie Pliva) doprowadziły do wprowadzenia na rynek Streptazolu, pierwszego leku sulfonamidowego. W 1941 roku dokonał pierwszej syntezy adamantanu.
W 1941 roku uciekł przed wkraczającymi do Zagrzebia Niemcami do Zurychu, do którego zaprosił go Leopold Ružička. Podjął pracę na ETH Zürich, początkowo jako asystent, w 1952 uzyskał tytuł profesorski, a w 1957 został kierownikiem laboratorium w miejsce Ružički. Kontynuował badania nad związkami pochodzenia naturalnego: alkaloidami, antybiotykami i enzymami. Koncentrował się zwłaszcza na ich stereochemii.
Właśnie za badanie stereochemii molekuł organicznych w roku 1975 otrzymał, wraz z Johnem Cornforthem, Nagrodę Nobla w dziedzinie chemii.
Był jednym z twórców konwencji Cahna-Ingolda-Preloga, opisującej konfigurację absolutną izomerów optycznych na podstawie tzw. starszeństwa podstawników.
W 1959 roku przyjął obywatelstwo szwajcarskie.
W 1994 otrzymał honorowe obywatelstwo Sarajewa.
Zmarł w roku 1998 w Zurychu; w 2001 roku urna z jego prochami została przewieziona na cmentarz Mirogoj w Zagrzebiu.